# 克劳迪奥·马尔基西奥
克劳迪奥·马尔基西奥 （義大利語：Claudio Marchisio，1986年1月19日—），意大利退役足球运动员，是一位全能中场，曾效力意甲球隊尤文图斯25年。马尔基西奥的球风硬朗，媒体普遍将他与前尤文中场、前意大利著名国脚塔尔德利（Marco Tardelli）相提并论。

## 职业生涯
马尔基西奥出生，成长在都灵附近的一个小镇。7岁那年，马尔基西奥就进入了朝思暮想的尤文图斯青训营。他在16岁之前选择的位置，就是和皮耶罗一样的二前锋。

### 俱乐部
马尔基西奥职业生涯开始于尤文图斯，在2006年之前，他一直效力于尤文图斯青年队。
2006-07年，由于在青年队表现优异，马尔基西奥被主教练德尚提升到一线队，对阵那不勒斯替补上场，表现出色，完成了联赛处子秀。在联赛后半段连续首发，共出场25次，其中首发16场，意大利杯出场一次
。
2007-08赛季，实力孱弱的恩波利队最终以倒数第三名身份不幸降级，但马尔基西奥却成功通过了考验，得以在赛季结束后重返尤文图斯。

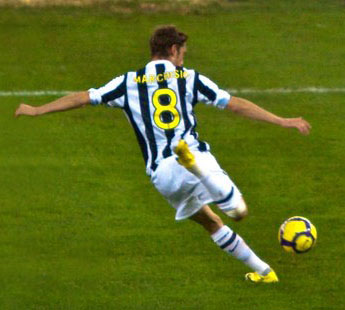
马尔基西奥為尤文图斯效力

在与斯洛伐克冠军阿特梅迪亚的次回合比赛，以及联赛与佛罗伦萨和米兰的三场比赛中，马尔基西奥的表现都得到了舆论的一致称赞，最为夸张的说法更是将其比作意大利和尤文图斯的传奇中场塔尔德利，这样的赞誉不仅让马尔基西奥信心倍增，也彻彻底底改变了他在球队的地位。 2009年1月24日在上周度过了自己23岁的生日后，马尔基西奥在同佛罗伦萨的比赛中有着超级的表现，并且打入了个人首粒意甲进球。六天后，他与俱乐部续约5年，将为球队效力到2014年。
2010年3月11日，在欧联杯1/8决赛第一回合，下半场第一次成为尤文图斯成年队队长。
2011-12賽季，马尔基西奥與新加盟的國家隊隊友皮爾洛及智利球員比达尔組成意甲第一中场線，他們能夠快速地在攻防位置互換，並讓皮爾洛擔任組織進攻的責任。他作為中場核心整季攻入了10球，協助尤文图斯以全季不敗輝煌戰績奪冠﹔次年協助球隊成功衛冕。
2019年10月4日，與聖彼得堡澤尼特足球俱樂部的合約結束後，馬爾基西奧於尤文圖斯球場召開記者會宣布退役。

### 國家隊
由于联赛的出色发挥，马尔基西奥被选入意大利U-21足球队，出战阿尔巴尼亚，但他由于伤病错过了2007年荷兰欧洲U-21足球锦标赛。
在法国进行的2008土伦杯中,他在对土耳其的比赛中打进了致胜进球。北京奥运会，马尔基西奥和队友吉奧文科，一起入选了的意大利国奥队，在第一场比赛对阵洪都拉斯的比赛中替换队吉奧文科上场，之后由于受伤，缺席了之后的奥运会所有比赛。
2009年8月12日，马尔基西奥就在意大利与瑞士的友谊赛中首发出场——在国家队处子秀中就跻身首发。
2012年入选歐洲國家盃23人大軍名單，以正選身份獲得亞軍。

## 個人生活
2021年，馬爾基西奧的名字被暗示可能是民主黨的都靈市長候選人，此後他很快駁斥了這一謠言。

## 技術特點
馬爾基西奧的主要強項是他的積極的跑動、攔截，精確的短傳和左右開弓的遠射，在3或4人中場陣型同樣發揮出色。既不是純粹的防守型中場，也不是前腰，他的首選和最有效的位置是在中場中，在那裡他能視狀況自由切換攻守，而不是固定在一個單一的位置。在意大利，他有時被歸類為一個mezzala（內鋒），而不是像皮爾洛那類的拖後組織司令塔。
在國家隊，他和迪羅斯組成的中場配置讓皮爾洛能擔任組織進攻的責任。

## 榮譽
祖雲達斯
- 意大利甲組聯賽冠軍﹕2011/12年、2012/13年、2013/14年、2014/15年、2015/16年、2016/17年、2017/18年
- 意大利乙組聯賽冠軍﹕2006/07年
- 意大利超級盃冠軍﹕2012年、2013年、2015年
- 意大利盃﹕2014/15年、2015-16、2016-17、2017-18

 辛尼特
- 俄羅斯足球超級聯賽冠軍﹕2018-19賽季

國家隊
- 歐洲國家盃亞軍﹕2012年

## 职业生涯统计
俱乐部
最後更新：2012-5-8
| 俱乐部        | 联赛         | 赛季         | 联赛 | 联赛 | 联赛 | 杯赛 | 杯赛 | 杯赛 | 欧洲赛事 | 欧洲赛事 | 欧洲赛事 | 总计 | 总计 | 总计 |
| 俱乐部        | 联赛         | 赛季         | 出场 | 进球 | 助攻 | 出场 | 进球 | 助攻 | 出场     | 进球     | 助攻     | 出场 | 进球 | 助攻 |
| ------------- | ------------ | ------------ | ---- | ---- | ---- | ---- | ---- | ---- | -------- | -------- | -------- | ---- | ---- | ---- |
| 尤文图斯      | 意甲         | 2005–06      | 0    | 0    | 0    | 0    | 0    | 0    | 0        | 0        | 0        | 0    | 0    | 0    |
| 尤文图斯      | 意乙         | 2006–07      | 25   | 0    | 2    | 1    | 0    | 0    | -        | -        | -        | 26   | 0    | 2    |
| 恩波利 (租借) | 意甲         | 2007–08      | 26   | 0    | 1    | 1    | 0    | 0    | 2        | 0        | 0        | 29   | 0    | 1    |
| 尤文图斯      | 意甲         | 2008–09      | 24   | 3    | 2    | 2    | 0    | 0    | 6        | 0        | 0        | 32   | 3    | 2    |
| 尤文图斯      | 意甲         | 2009–10      | 28   | 3    | 3    | 0    | 0    | 0    | 7        | 0        | 1        | 35   | 3    | 4    |
| 尤文图斯      | 意甲         | 2010–11      | 32   | 4    | 4    | 1    | 0    | 0    | 8        | 0        | 0        | 41   | 4    | 4    |
| 尤文图斯      | 意甲         | 2011–12      | 36   | 9    | 4    | 2    | 1    | 0    | -        | -        | -        | 38   | 10   | 4    |
| 尤文图斯      | 意甲         | 2012–13      | 29   | 6    | -    | 2    | 0    | -    | 8        | 2        | -        | 34   | 8    | -    |
| 尤文图斯      | 意甲         | 2013–14      | 29   | 4    | -    | 2    | 0    | -    | 11       | 0        | -        | 43   | 4    | -    |
| 尤文图斯      | 意甲         | 2014–15      | 31   | 2    | -    | 4    | 0    | -    | 10       | 0        | -        | 46   | 2    | -    |
| 尤文图斯总计  | 尤文图斯总计 | 尤文图斯总计 | 243  | 31   | -    | 15   | 1    | -    | 49       | 2        | -        | 302  | 34   | -    |
| 职业生涯总计  | 职业生涯总计 | 职业生涯总计 | 260  | 31   | -    | 16   | 1    | -    | 51       | 2        | -        | 331  | 34   | -    |